# Radical 156
El radical 156, representado por el carácter Han 走, es uno de los 214 radicales del diccionario de Kangxi. En mandarín estándar es llamado 走部, (zǒu bù, ‘radical «correr»’); en japonés es llamado 走部, そうぶ (sōbu), y en coreano 주 (ju).
El radical 156 aparece siempre rodeando el lado izquierdo y la parte inferior de los caracteres que clasifica (por ejemplo, en 赴). Los caracteres clasificados bajo el radical «correr» suelen tener significados relacionados con el movimiento. Como ejemplo de lo anterior están 起, ‘comienzo’; 超, ‘sobrepasar’; 越, ‘trepar’.

## Nombres populares
- Mandarín estándar: 走字底, zǒu zì dǐ, ‘carácter «correr» en la parte inferior’.
- Coreano: 달릴주부, dallil ju bu, ‘radical ju-correr’.
- Japonés:　走る（はしる）, hashiru, ‘correr’; 走繞（そうにょう）, sōnyō, ‘radical sō-correr rodeando el lado izquierdo e inferior del carácter’.[1]
- En occidente: radical «correr».

## Galería
| Estilos antiguos                                 | Estilos antiguos                  | Estilos antiguos                        | Estilos antiguos                   | Estilos antiguos                   | Estilos empleados actualmente       | Estilos empleados actualmente  | Estilos empleados actualmente    | Estilos empleados actualmente   | Estilos empleados actualmente  |
|                                                  |                                   |                                         |                                    |                                    |                                     | 走                             | 走                               |                                 |                                |
| 甲骨文 jiǎgǔwén (escritura de huesos oraculares) | 金文 jīnwén (escritura de bronce) | 简帛 jiǎnbó (escritura de bambú y seda) | 篆文 zhuànwén (escritura de sello) | 篆文 zhuànwén (escritura de sello) | 隸書 lìshū (estilo de los escribas) | 楷書 kǎishū (estilo regular)   | 楷書 kǎishū (estilo regular)     | 行書 xǐngshū (estilo corriente) | 草書 cǎoshū (estilo de hierba) |
| 甲骨文 jiǎgǔwén (escritura de huesos oraculares) | 金文 jīnwén (escritura de bronce) | 简帛 jiǎnbó (escritura de bambú y seda) | 大篆 dàzhuàn (sello grande)        | 小篆 xiǎozhuàn (sello pequeño)     | 隸書 lìshū (estilo de los escribas) | 繁體／繁体 fántǐ (tradicional) | 简体／簡體 jiǎntǐ (simplificado) | 行書 xǐngshū (estilo corriente) | 草書 cǎoshū (estilo de hierba) |

## Caracteres con el radical 156
| trazos | carácter                               |
| ------ | -------------------------------------- |
| + 0    | 走 赱                                  |
| + 2    | 赲 赴 赵                               |
| + 3    | 赳 赶 起 赸                            |
| + 4    | 赹 赺 赻 赼 赽 赾 赿                   |
| + 5    | 趀 趁 趂 趃 趄 超 趆 趇 趈 趉 越 趋    |
| + 6    | 趌 趍 趎 趏 趐 趑 趒 趓 趔             |
| + 7    | 趕 趖 趗 趘 趙 趚                      |
| + 8    | 趛 趜 趝 趞 趟 趠 趡 趢 趣 趤 趥 趦 趧 |
| + 10   | 趨                                     |
| + 12   | 趩 趪 趫 趬 趭                         |
| + 13   | 趮                                     |
| + 14   | 趯 趰                                  |
| + 16   | 趱                                     |
| + 19   | 趲                                     |